# Hara-Kiri (tijdschrift)
Hara-Kiri was een maandelijks tijdschrift in 1960 opgericht door François Cavanna en Georges Bernier, alias Professor Choron. 
In 1961 werd het tijdschrift verboden, en nogmaals in 1966. Vanaf 1969 werd Hara-Kiri voortgezet als Charlie, dat een jaar later wekelijks verscheen: Charlie Hebdo, onder leiding van Cavanna. 
Toen generaal De Gaulle in 1970 overleed te Colombey-les-Deux-Églises, had tien dagen eerder een brand gewoed in een discotheek te Saint-Laurent-du-Pont, met 146 doden tot gevolg. Daarop publiceerde Hara-Kiri een editie met een lege voorpagina, met enkel de titel: „Bal tragique à Colombey - un mort“. De toenmalige minister van Binnenlandse Zaken, Raymond Marcellin, zou vervolgens hebben besloten het tijdschrift opnieuw te verbieden. Om het verbod te omzeilen verscheen Hara-Kiri voortaan als Charlie Hebdo, een verwijzing naar zowel het in 1969 door Cavanna, Bernier en Henri Roussel opgerichte stripblad Charlie als naar Charles de Gaulle.